# Bernd Wippich
Bernd Wippich nació el 13 de enero de 1950 en Hof (Saale). Fue un músico alemán, liricista, cantante y productor. Tocaba la guitarra, la batería y el saxofón. Sus más recordadas bandas fueron The Petards y Randy Pie. Falleció el 31 de marzo de 2014 en Klagenfurt, Austria.

## Biografía

### Inicios
Ingresó al mundo de la música entre los 12 y 13 años por impresionar a sus amigas, de esta manera aprendió a tocar la guitarra en un campo vacacional. Una de sus primeras composiciones fue "Karl der Kater" (1962), canción que posteriormente sería incluida en el LP Freya und Bernd Wippich - “In Eigener Sprache /Sache”. Poco tiempo después, aproximadamente en 1965, junto a su mejor amigo Dieter Heinzmann forman la banda "The Beathovens", tocando en pubs y clubs norteamericanos. Bernd también empezó a tocar la batería y realizaba presentaciones acompañando con la guitarra a famosos como The Temptations, Smokey Robinson, Wilson Pickett, Three Degrees, The Marvelettes, The Platters, entre otras. 
Mientras aún estaba en la escuela, Bernd llegó a tocar con las bandas Mersy Five, Mersy New y Sprinflute en Darmstadt hasta 1969.

### The Petards y Randy Pie
A fines de 1969, se mudó a Kassel y fue convocado a The Petards por Klaus Eberts. Con esta banda grabó sus primeros discos, y permaneció en ella hasta 1972. Establecido ya en Hamburgo, fue convocado luego por el mismo Eberts para integrar "Rattle Pie & Family. 
Sin embargo la reciente formada banda por Dicky Tarrach tuvo un total cambio en su concepto musical y prefirió por eso, desligarse de su antecesor The Rattles por lo que el título fue renombrado a Randy Pie & Family. El equipo lo integraban exmiembros de The Rattles, Bernd venía de la banda The Petards y el bajista era Manfred Thiers de la banda Gash. Se grabaron dos singles hasta que la banda entraría en otra nueva fase, fue así como siguió con el nombre de simplemente Randy Pie.
En Randy Pie, Bernd escribía las canciones, tocaba la guitarra y cantaba. Con ellos realizó giras por Europa e Inglaterra, produciendo tres álbumes y el hit “Highway Driver” (1976) que vendió alrededor de dos millones de copias.
La música de Randy Pie fue una mezcla de Rock, funk, Jazz y Soul y la voz de Bernd se consideró una de las mejores del rock alemán. Bernd describió textualmente a la banda con la siguiente frase: “era una mezcla de sensaciones y ritmos afroamericanos, conectados con sensaciones europeas por armonías y melodías y con una disponibilidad global”. Randy Pie tuvo un arrollador éxito especialmente en Inglaterra, incluso mayor que en Alemania. Al dejar la banda en 1977 fue reemplazado por Peter French.

### Freya & Bernd Wippich
Por esos años en Hamburgo conoció a su esposa Freya Wefhoger, procedente de Klagenfurt, ella era cantante y ya había tenido grandes éxitos como el que tuvo a los 17 con el rol de “Sheila” y "Jeanine" en el musical “Hair (Haare)”. La conoció porque ella se unió de corista en Randy Pie, ambos terminaron casándose tres cuartos de año después de conocerse, en octubre de 1973. Un año después tuvieron una hija llamada Jennifer. Bernd y Freya decidieron realizar una serie de producciones juntos y como dueto lanzaron en 1977 el álbum “In Eigener S(pr)ache”. 
En 1978, ambos entraron a la preselección alemana del grandprix de Eurovision con la canción que Bernd compuso “Ich Trag Deinem Namen” alcanzando el puesto número 13. 
En 1979 lanzaron su segundo álbum “Friar” nombre que tomaron para su dueto. Durante esos años ellos juntos también prestaron sus voces y música a varios artistas y bandas alemanas como La orquesta de Jamest Last, Les Humphries Singers, Baccara, Udo Lindenberg, Marius Müller-Westernhagen, Boney M, Dieter Bohlen, Milva, Oliver Onion, Al Bano u. Romina Power, The Goomby Dance Band y hasta diferentes producciones en televisión y películas como Muppets - Die Schatzinsel, Muppets - Late Night, Arielle, Mulan, Arielle II, Doc Hogg – Bär im großen blauen Haus, entre otras.
En 1982 Bernd y Freya volvieron a lanzar un disco con una nueva banda que formaron de nombre Odin. En esta banda participaba su amiga Rale Oberpichler, quien también había sido corista en Randy Pie, el álbum se llamó “Feuer”. Más tarde en 1985 Freya se uniría a The Hornettes, un cuarteto femenino de Munich y en el que permaneció diez años grabando dos álbumes y realizando giras por todo el mundo. Durante ese periodo Bernd y Freya establecidos en Múnich también realizaron presentaciones privadas y trabajaron en diferentes estudios colaborando y produciendo varios artistas. 

### Incursión en Radio y TV
Al mudarse a Munich, Bernd incursionó en otra área y fue uno de los primeros "Nighthawk" de radios privadas de funk alemán (Radio 1) y luego continuó trabajando en la construcción de Radio 7, cadena de estaciones en Baden–Württemberg. De la misma manera continuaba los trabajos en sesiones, composiciones y producciones en su estudio de grabación para la TV (BR3, SAT1, etc) y otros artistas como Münchener Freiheit, Tommi Piper (Alf), Nicole, y otros más. Pero el trabajo como productor radial no era realmente lo suyo y lo dejó completamente en 1991 ya que prefería trabajar exclusivamente como productor musical.

### Regreso, enfermedad y fallecimiento
A finales de 1993 Bernd hizo un regreso como guitarrista y vocalista. Con motivo del regreso de The Petards, volvió a tocar y cantar con ellos como en los viejos tiempos, teniendo presentaciones hasta el 2008. 
Para el año 2003, la salud de su esposa se encontraba delicada, ella incluso fue operada y quedó con parálisis parcial de la que afortunadamente se recuperó con el tiempo. Ambos se mudaron a Klagenfurt (Austria) en el 2006, donde Bern continuó trabajando, incluso fundó con el hermano de Freya, Fredi Weghofer, el dúo “Double-You“. 
En el 2010 se unió a un grupo local “CHL+Band” para tocar como guitarrista y también fue ocasional invitado especial en sesiones del Eboardmuseum y otros shows en clubs. Bernd disfrutaba tanto tocar la guitarra en vivo como trabajar haciendo arreglos en estudio. Establecido en su propio estudio en Viktring continuó trabajando en diferentes proyectos musicales y en canciones propias. Se encontraba grabando un nuevo disco cuando una infortunada noticia interrumpió sus planes, padecía de un carcinoma bronquial, sin embargo su actitud se mantuvo positiva y tuvo una dura lucha contra esta enfermedad hasta el último día, a la cual finalmente sucumbió falleciendo a los 64 años.

### Legado
Después de su fallecimiento su legado sigue vivo a través de su hija Jennifer Böttcher quien ha heredado el talento de sus padres y también es cantante y actriz sincronista de voz y en sus nietos quienes también tienen el talento y la vocación por la música y el arte.

## Discografía

### Con The Petards
- Petards - Pet Arts LP (1971)
- Petards - Burning rainbows LP (1971)

### Con Randy Pie
- Randy Pie & Family - Queen of dreams / Train goes on EP (1972)
- Randy Pie & Family - Hurry to the city / Looking with eyes of love EP (1973)
- Randy Pie - Randy Pie LP (1973)
- Sightseeing Tour EP (1973)
- Randy Pie - Highway Driver / Sightseeing tour EP (1974)
- Randy Pie - Highway Driver LP (1975)
- Randy Pie - I Am The Joker / Dancing Shoes EP (1976)
- Randy Pie - Kitsch LP (1976)
- England, England - Recorded Live On Stage 2LP (1976)
- Randy Pie - Dance (If You Want It) Part 1&2 EP (1977)

### Con Freya Wippich
- Freya & Bernd Wippich – In eigener S(pr)ache LP (1977)
- Freya & Bernd Wippich – ... dann pfeif drauf / Schlaf, mein Kind EP(1977)
- Freya & Bernd Wippich – Simpathy / Electric Dancer EP (1977)
- Friar - Friar LP(1979)
- Friar - In The Summertime / Windsurfer EP(1979)

### Otros
- Satin Whale - As a keepsake LP (1977)
- Odin - Feuer LP (1982)
- Popol Vuh - Spirit of peace EP (1985)